# Hi-Vis High Tea
Hi-Vis High Tea is het negende studioalbum van de Australische punkband Frenzal Rhomb. Het album werd in Australië en Nieuw-Zeeland uitgegeven op 26 mei 2017 via Universal Music Australia op lp en cd en op dezelfde datum en formaten door Fat Wreck Chords in de Verenigde Staten. Het album is opgenomen in The Blasting Room in Amerika en geproduceerd door Bill Stevenson en Jason Livermore.

## Nummers
1. "Classic Pervert" - 0:37
2. "Ray Ahn is My Spirit Animal" - 1:46
3. "Cunt Act" - 1:50
4. "Sneeze Guard" - 0:53
5. "I’m Shelving Stacks (As I’m Stacking Shelves)" - 1:46
6. "The Criminals’ Airline" - 1:25
7. "Storage Unit Pill Press" - 1:22
8. "School Reunion" - 1:07
9. "Ex Pat" - 2:30
10. "Beer And a Shot" - 2:08
11. "The Black Prince" - 1:49
12. "Bunbury" - 1:22
13. "Pigworm" - 1:05
14. "Digging a Hole for Myself" - 1:23
15. "Don’t Cast Aspergers On Me" - 1:25
16. "Messed Up" - 3:14
17. "Everyone I Know Has Mental Problems" - 2:12
18. "Waiting For The Postman" - 1:50
19. "Organ Donor" - 1:51
20. "Food Court" - 3:27

## Band
- Tom Crease - basgitaar
- Gordy Foreman - drums
- Lindsay McDougall - gitaar
- Jason Whalley - zang, gitaar